# Tyrinthia dioneae
Tyrinthia dioneae là một loài bọ cánh cứng trong họ Cerambycidae.